# Brachiopterna ornithomorpha
Brachiopterna ornithomorpha är en tvåvingeart som först beskrevs av Munro 1931.  Brachiopterna ornithomorpha ingår i släktet Brachiopterna och familjen borrflugor. Inga underarter finns listade.